# Rogas grandimaculatus
Rogas grandimaculatus är en stekelart som först beskrevs av Cameron 1910.  Rogas grandimaculatus ingår i släktet Rogas och familjen bracksteklar. Inga underarter finns listade i Catalogue of Life.